# Crvenica
Crvenica (tal. terra rossa) je vrsta tla karakteristična za suptropske i sredozemne krške regije odnosno područja sastavljena od vapnenca koja dobivaju znatnu količinu padalina. Crvenica je tzv. teško tlo, zbijeno i s malo humusa. Međutim, crvenica lako lako upija i dugo zadržava vodu što omogućuje biljkama da na njoj opstaju tijekom suhog, vrućeg i dugog sredozemnog ljeta. U stručnoj literaturi crvenica je poznata pod talijanskim nazivom terra rossa (dosl. crvena zemlja). Ovaj tip zemljišta nastaje rastvaranjem vapnenca i dolomita i predstavlja njegov nerazgradivi ostatak, a oblikuje se po dnu vrtača, dolina i krških polja. Crvenica je glinovita i rahle strukture, a sadržaj humusa je 1-3%. Sadrži okside željeza i aluminija koji joj daju crvenu boju, po kojoj je i dobila ime. Na višim nadmorskim visinama zahvaljujući porastu količine padalina prelazi u kambisole i podzole. Crvenica je pogodna za uzgoj vinove loze i voća (smokva, maslina i dr.). Građa je profila rendzina na flišu i saharoidnim dolomitima (7 do 8% ukupne površine) tipa A-C-R. To su litokarbonatna tla što se oblikuju u različitim bioklimatima i imaju širok raspon fizikalnih i kem. svojstava.
Crvenica nastaje od netopljivih ostataka koji se nakupljaju pri otapanju vapnenca. Kalcijev se karbonat (CaCO3) pod utjecajem kišnice u kojoj je prisutan ugljik (IV) oksid (H2O + CO2 = H+ + HCO3), otapa, odlazeći u vodotoke ili tvoreći u špiljama sige, odnosno na slapovima rijeka naslage sedre. Netopivi mineralni dio je već ukratko opisano reliktno (u davnim vremenima nastalo i do danas sačuvano) tlo, na čija su svojstva uz petrografski supstrat, vodu, ugljični dioksid i temperaturu utjecali, uz reljef i biološki čimbenici (biljni i životinjski svijet), a obradbom (i gnojidbom) i čovjek. Da bi nastao sloj takva tla debljine od 1 mm, procjenjuje se da je potrebno vremensko razdoblje od oko 100 godina. Djelovanjem vode i vjetra nastala crvenica se je na pojedinim mjestima taložila, te su na taj način nastala, danas prisutna dublja i plića tla crvenica. Strukturu crvenice čini glina (čestice manje od 0,002 mm), sitniji i krupniji pjesci (promjera od 0,06 do 2 mm) i čestice praha (kako se nazivaju čestice čiji je promjer manji od najsitnijih čestica pijeska, a veći od promjera čestica gline). Takva struktura tla lako je obradiva. Od bioelemenata kalij je najprisutniji, dok je za uzgoj vinove loze (i ostalih polj. kultura) sadržaj fosfora najčešće nizak, pa ga (na temelju pedološke analize) valja gnojidbom tlu dodati. To vrijedi i za kalcij, kojim se, također na temelju analize (kalcifikacijom) obogaćuje tlo tim bioelementom i popravlja njegova vrlo često slabokisela reakcija. Zbog visokih temperatura i brze razgradnje organskih tvari, sadržaj humusa je u crvenicama vrlo nizak (od 1 do 2%), što upućuje na potrebu povremenog dodatka komposta ili stajskog gnoja (uz eventualnu primjenu malčiranja i zelene gnojidbe). Najveće se površine (od oko 90.000 ha) obradivih crvenica u Republici Hrvatskoj nalaze u Istarskoj županiji i to na području zapadnog istarskog vinogorja, te u krškim poljima kao Imotsko, Sinjsko i Petrovo polje u Dalmaciji.

## Poveznice
- Automorfna tla

## Vanjske poveznice
- Hrvatski obiteljski leksikon: Crvenica